# Grevillea pilulifera
Grevillea pilulifera là một loài thực vật có hoa trong họ Quắn hoa. Loài này được (Lindl.) Druce miêu tả khoa học đầu tiên năm 1916 publ. 1917.